# 佘夢鯉
佘夢鯉（1556年—？），字有達，號十竹，福建鎮東衛軍籍，福州府福清縣人，明朝政治人物。

## 生平
萬曆十年（1582年）壬午科福建鄉試第二十二名。萬曆十一年（1583年）癸未科会试89名，三甲186名進士。都察院觀政，本年授江西奉新县知县，次年調繁新建县，十七年行取，升户部主事，二十一年升员外郎，二十三年升郎中，二十五年升广东按察使司副使，三十年升广东右参政、兵备羅定，三十四年擢湖广按察使，三十五名考察調用，未到任即请归。。

## 遺跡
2018年，福清市海口镇前村一建筑工地发现一块刻有“明赠中大夫广东布政司右参政祖佘允昭父佘锟嘉议大夫湖广按察司按察使钦陛二品俸佘梦鲤””字样的牌匾，是其牌坊遺構。

## 家族
曾祖父佘孔輝；祖父佘允昭；父親佘錕。母龔氏。永感下。弟雲龍、雲鴻。